# Cathédrale Sainte-Marie-Immaculée de Vitoria
Pour les articles homonymes, voir Cathédrale de l'Immaculée-Conception.
La cathédrale Sainte-Marie-Immaculée (Catedral de María Inmaculada ou Catedral Nueva en espagnol) de Vitoria-Gasteiz (Pays basque, Espagne) est une église catholique située dans le centre du quartier de Lovaina de la capitale alavaise. Elle est la cathédrale du diocèse de Vitoria.

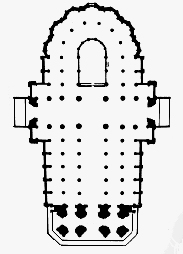
Plan de la cathédrale.

Construite en style néogothique dans la première moitié du XXe siècle, son invocation précise est Marie Immaculée, Mère de l'Église, bien qu'elle soit populairement connue comme la catedral Nueva (Nouvelle cathédrale), formule employée pour la distinguer de la plus ancienne de Santa María, une église gothique des XIIIe et XIVe siècles édifiée dans la partie haute de la ville, et plus connue comme la catedral Vieja (Vieille cathédrale). Le culte régulier se déroule dans la crypte de la cathédrale, sous la "girola" (le déambulatoire ou "transcoeur"), cet espace fonctionnant comme paroisse homonyme. 
L'église, qui compte parmi les plus volumineuses d'Espagne, est une des dernières grandes cathédrales érigées dans le pays, bien qu'il s'agisse d'une construction incomplète, puisque le manque de financement a laissé une série d'éléments architecturaux sans finition et qui donnent lieu à une cathédrale de schéma très vertical, au lieu de l'horizontalité résultant de l'inaccomplissement du projet original, et avec une décoration beaucoup plus rechargée. Sa principale valeur est due à la richesse de ses sculptures, correspondant souvent au style moderniste, qui ornent les pans des nefs et l'abside en extérieur, ainsi que les voûtes de la "girola", et la crypte à l'intérieur.

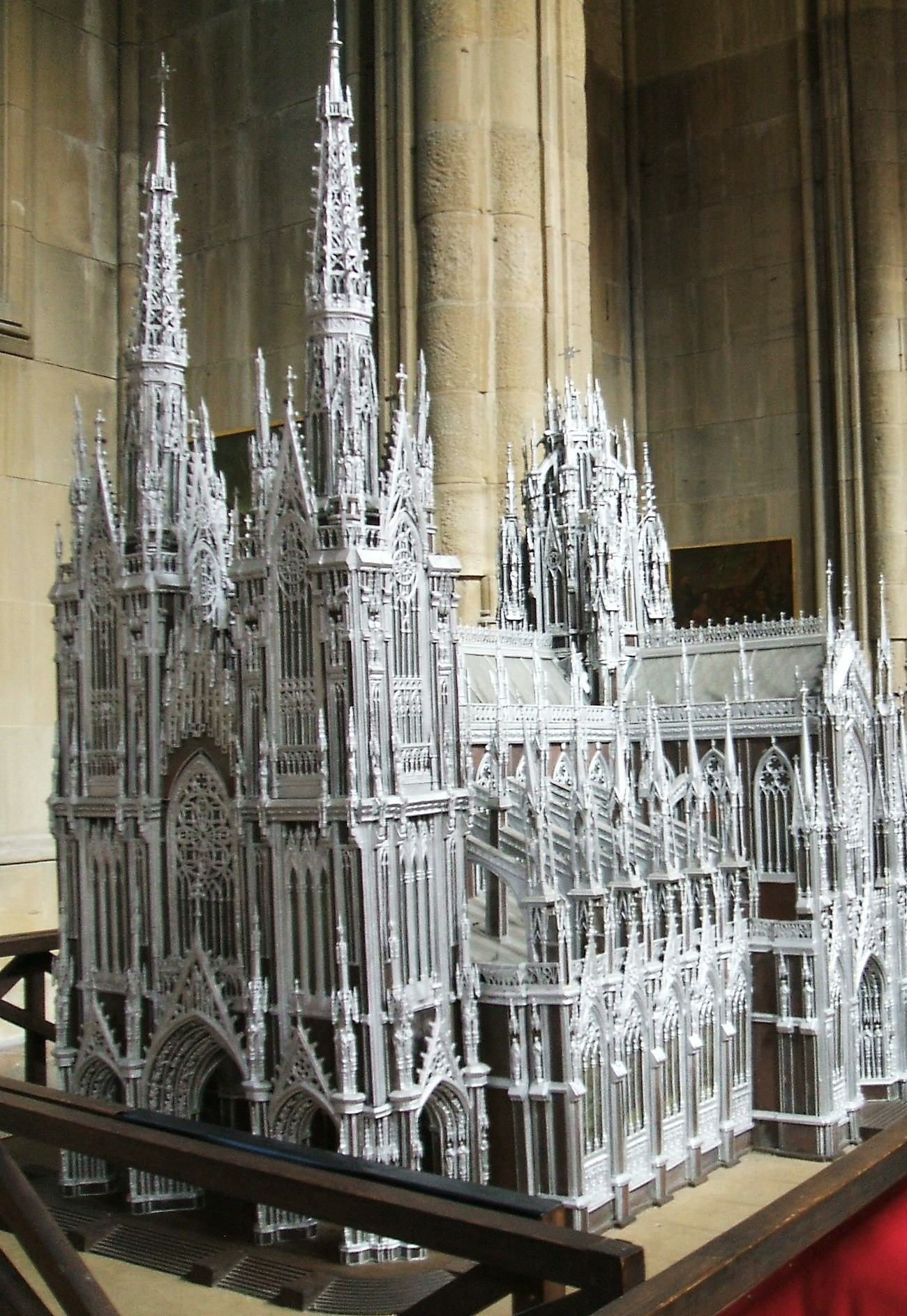
Maquette du projet original de la cathédrale.
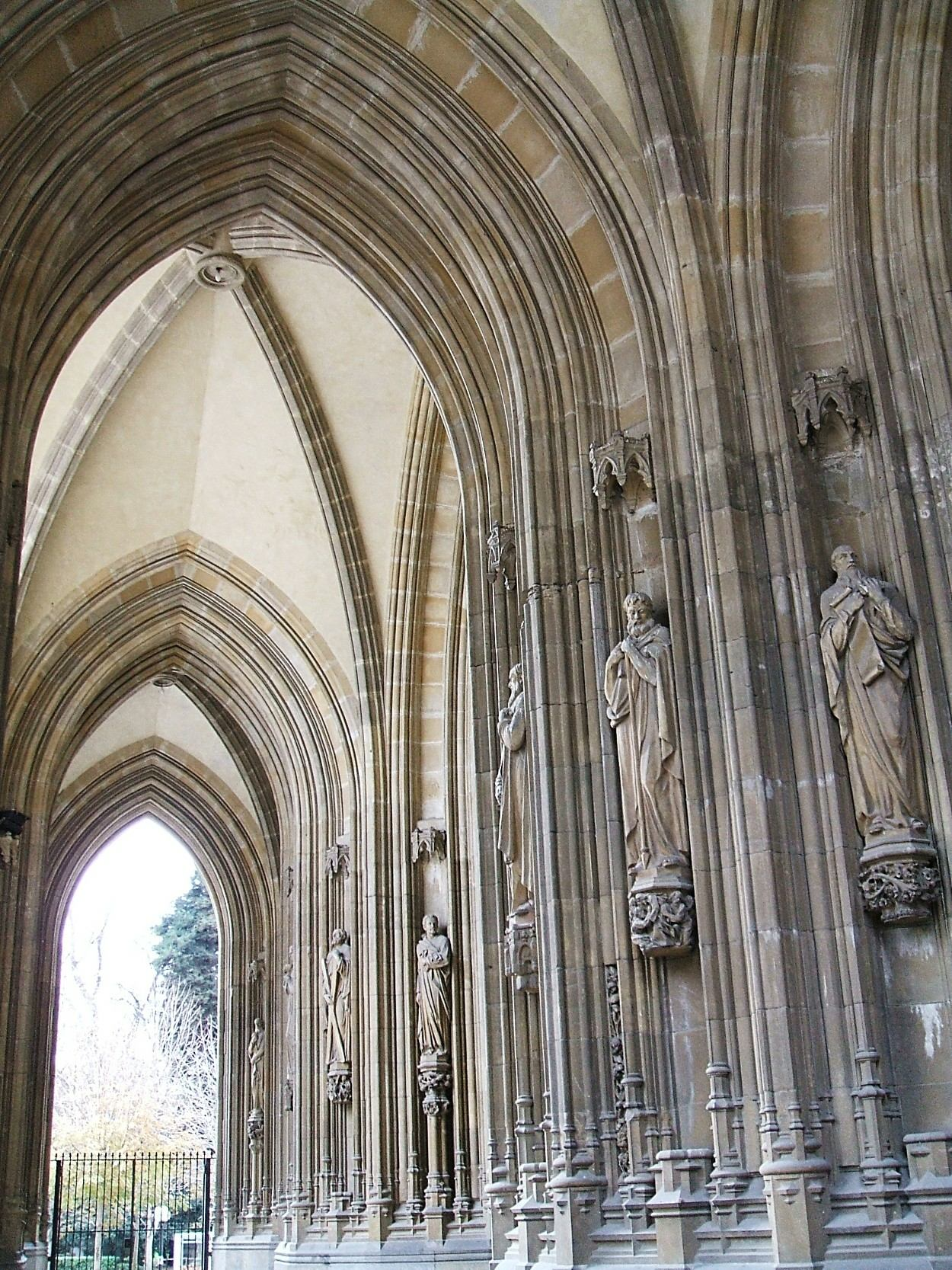
Intérieur du porche.
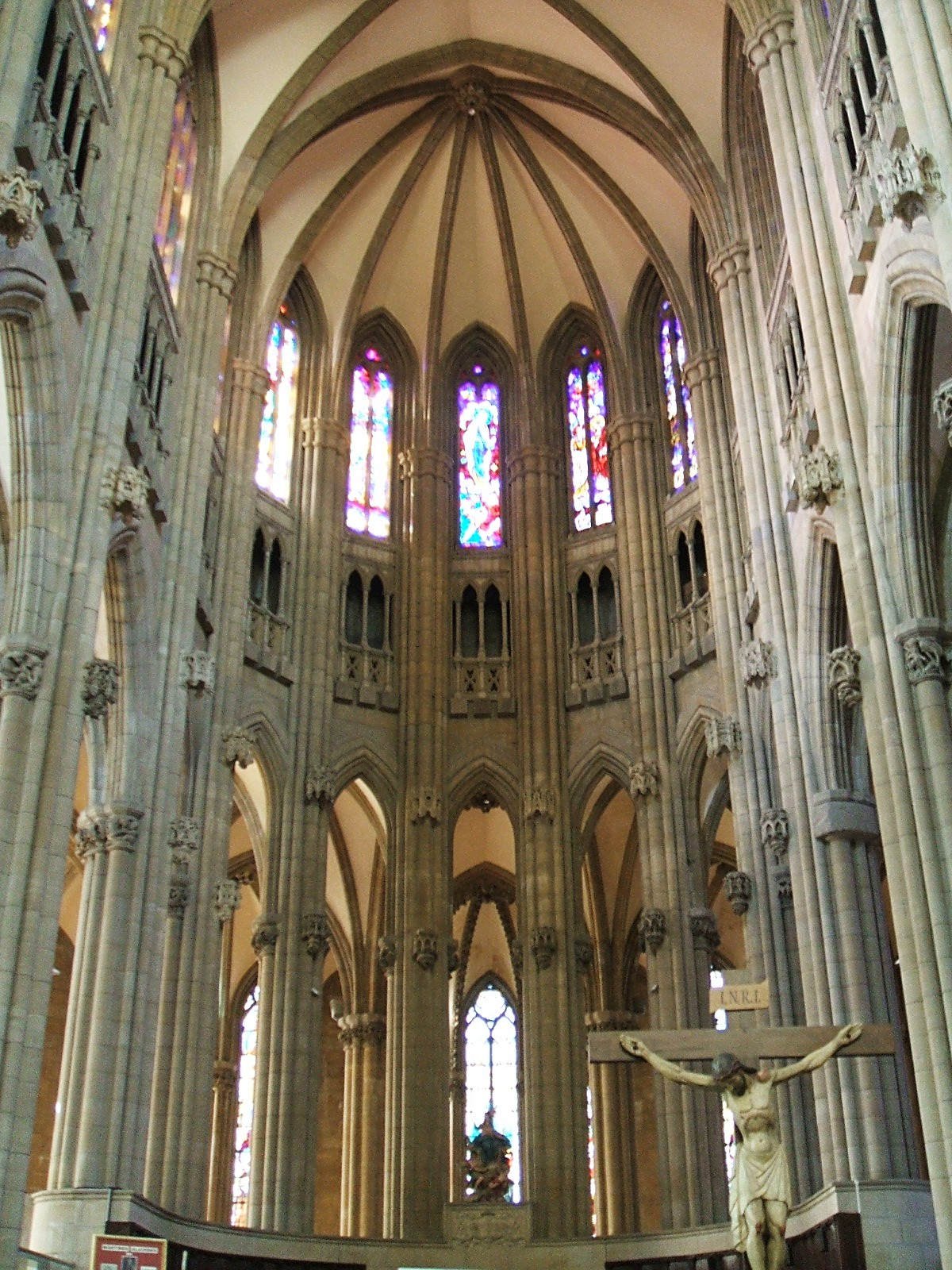
La voûte du chœur.

## Histoire
Avec la création, en 1862, du diocèse de Vitoria, qui englobe les territoires des trois provinces basques, la nécessité de construire une nouvelle église adaptée et grandiose s'est imposée, car l'ancienne cathédrale de Santa María, située au point le plus élevé du vieux quartier de la ville, était considérée comme petite et difficile d'accès, en plus d'être dans un état de conservation problématique. La collégiale gothique de Santa María a été provisoirement élevée au rang de cathédrale, en attendant la construction d'un temple plus grand, mieux adapté à sa fonction de siège épiscopal. En 1906, l'évêque de Vitoria de l'époque, Mgr José Cadena y Eleta, lança un concours de projets privilégiant le style néogothique. Le concours a été remporté par les architectes Julián de Apraiz et Javier de Luque. 
La cérémonie de pose de la première pierre a eu lieu le 4 août 1907 en présence du roi Alphonse XIII et de Victoire-Eugénie de Battenberg, mère de la reine Marie-Christine d'Autriche, du nonce apostolique en Espagne Mgr Rinaldini, des évêques de la province ecclésiastique, des représentants de la cour et des institutions gouvernementales et locales. Les travaux ont été interrompus en 1914. Au cours de cette première phase, la crypte, ouverte en 1911, le déambulatoire, les parties inférieures des piliers et la plupart des murs extérieurs des façades ont été réalisés avec des matériaux de construction et des décorations en pierre naturelle et en marbre, provenant principalement de carrières situées dans différentes parties du Pays basque et de la Navarre.
Les travaux n'ont repris qu'en 1946, après la fin de la guerre civile et l'obtention de nouveaux financements, sous la direction des architectes Miguel de Apraiz Barreiro et Antonio Camuñas Paredes. La construction a progressé lentement, en respectant le style original, mais en incorporant de nouvelles techniques de béton et de pierre artificielle. En 1949, le déambulatoire et la partie inférieure jusqu'à la croix sont achevés. En 1952, une partie du presbytère, l'entrée du côté nord et une tour ont été achevées, remplaçant la coupole du projet original. Entre 1960 et 1963, des vitraux ont été installés. Entre 1964 et 1969, la toiture a été construite. Bien qu'incomplète, l'église fut consacrée le 24 septembre 1969 par le cardinal Angelo Dell'Acqua en présence du chef de l'État, le général Franco, de son épouse et des membres du gouvernement. Les travaux ont été achevés en 1973.

## Architecture et sculptures
L'édifice, aux proportions imposantes, comporte cinq nefs longitudinales, la nef principale et quatre nefs latérales, un transept à trois nefs, un déambulatoire à deux nefs et sept chapelles d'absidiales, un portique, une crypte et une sacristie. Avec 118 mètres de l'abside au portique, 62 mètres de large entre les deux murs du transept et 35 mètres de haut au niveau du transept, c'est la deuxième plus grande église d'Espagne après la cathédrale de Séville. Son plan en croix latine rappelle celui de la cathédrale de Chartres et couvre une superficie de 5 750 m2, avec une capacité d'accueil de 150 000 personnes.
Le principal intérêt artistique du temple réside dans la richesse de sa sculpture, qui présente des variations stylistiques marquées en raison des différentes étapes de sa construction. Dans la crypte et sur les murs extérieurs de l'abside, on trouve de nombreux reliefs sur des archivoltes, des panneaux, des frises, des chapiteaux historiés et des motifs sculptés qui combinent l'iconographie religieuse avec d'autres thèmes profanes, fantastiques et végétaux, ces derniers étant étonnamment imaginatifs et souvent audacieusement satiriques. L'ensemble est chargé de symbolisme et d'avertissements moraux. Les vitraux répondent également à des influences stylistiques différentes. 

### Chapelles de l'abside
- Chapelle du Cœur Immaculé de Marie
- Chapelle de Navarre
- Chapelle du Guipuscoa
- Chapelle de Notre-Dame du Rosaire
- Chapelle de Biscaye
- Chapelle d'Alava
- Chapelle du Sacré-Cœur de Jésus

## Musée diocésain d'art sacré d'Alava
Depuis 1999, la "girola" de la cathédrale sert d'espace pour le musée diocésain d'art sacré d'Alava, qui rassemble un échantillon riche du patrimoine artistique religieux de la province, divisée en sections de sculptures en pierre, sculptures en bois, peinture sur tableau, peinture sur toile, orfèvrerie et mobilier liturgique.

## Galerie

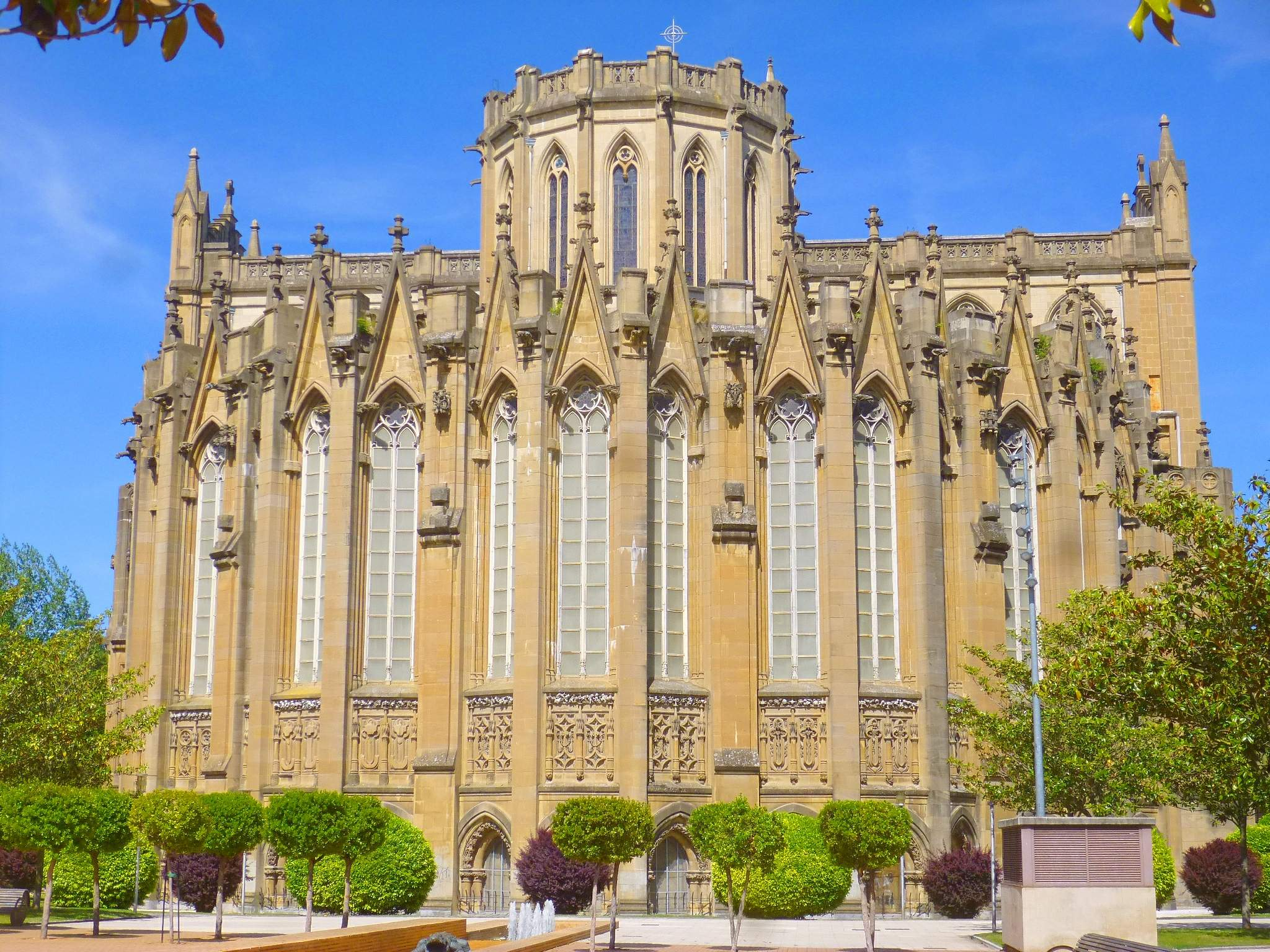
L'abside.
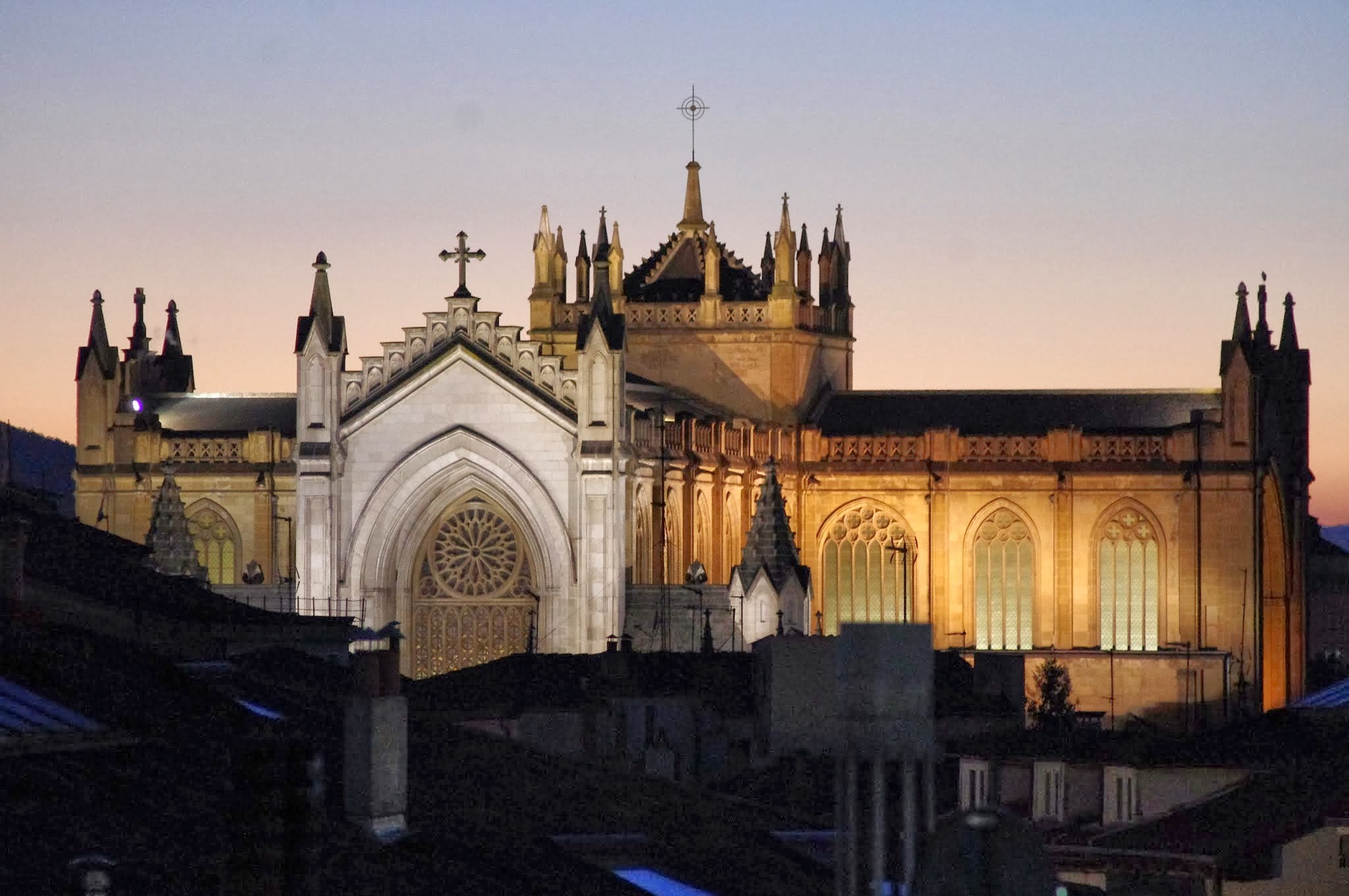
Façade méridionale.
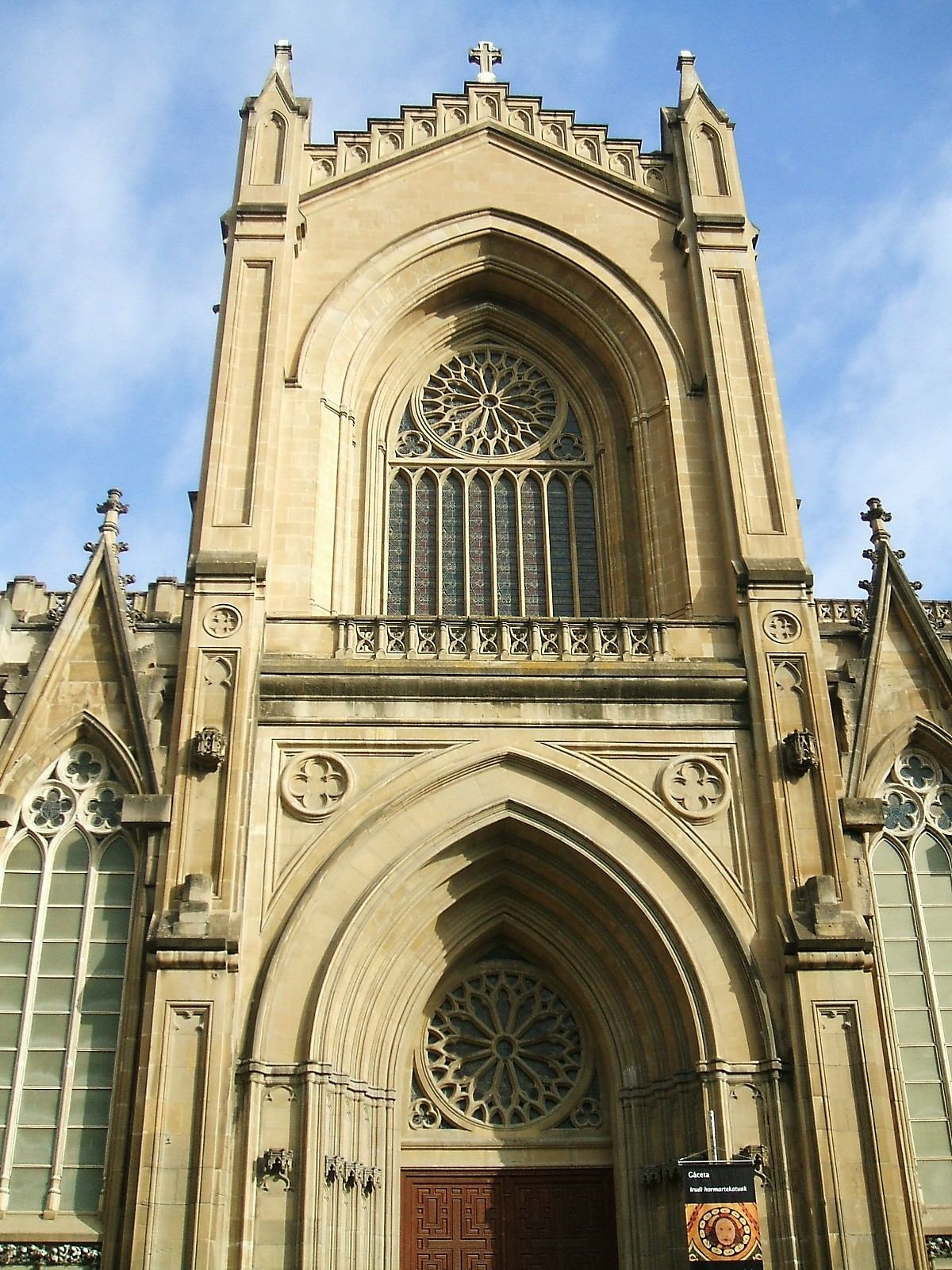
Porche de la façade méridionale.
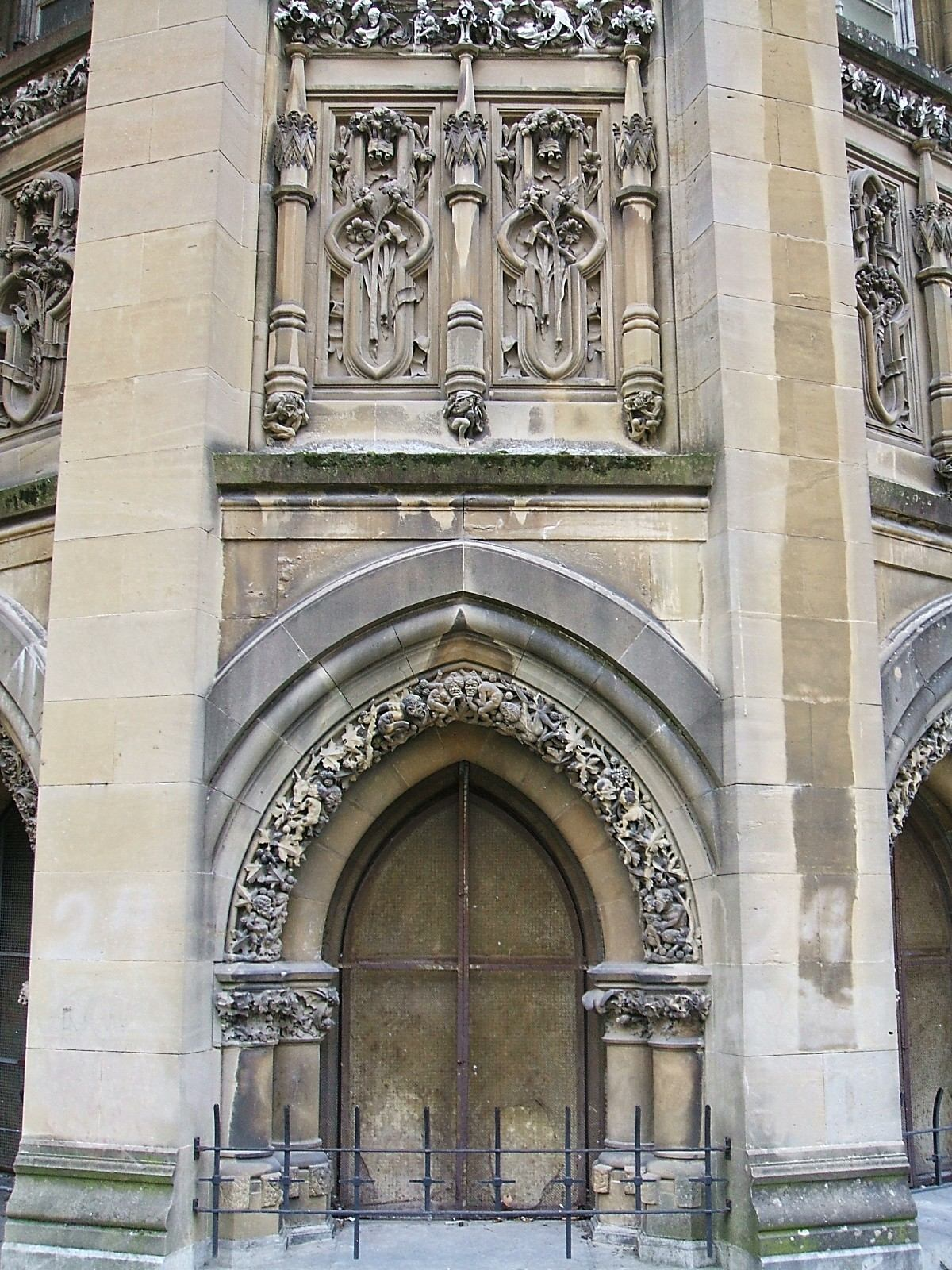
Porte latérale de la chapelle absidiale du Cœur Immaculé de Marie.
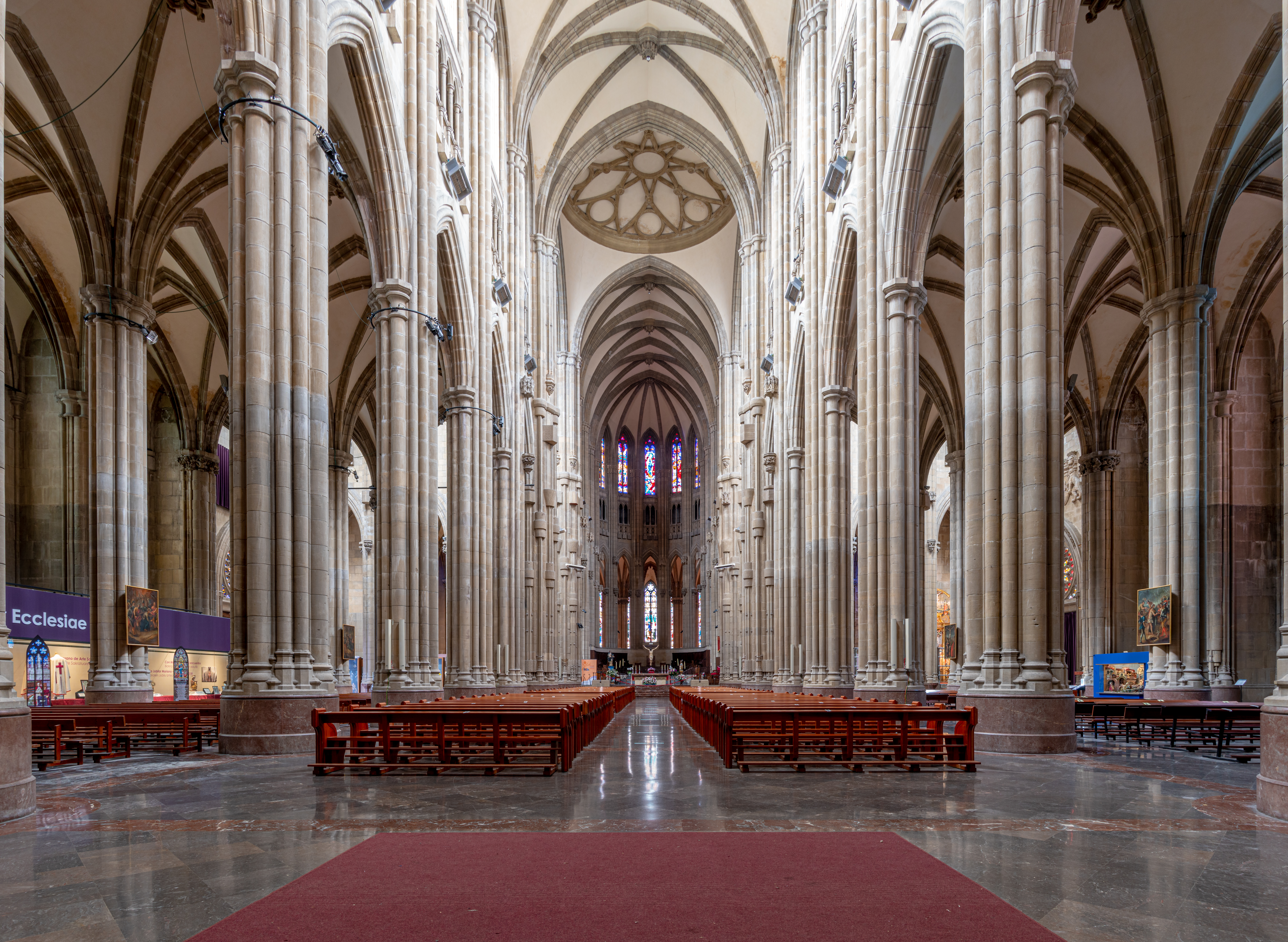
Les trois nefs intérieures.
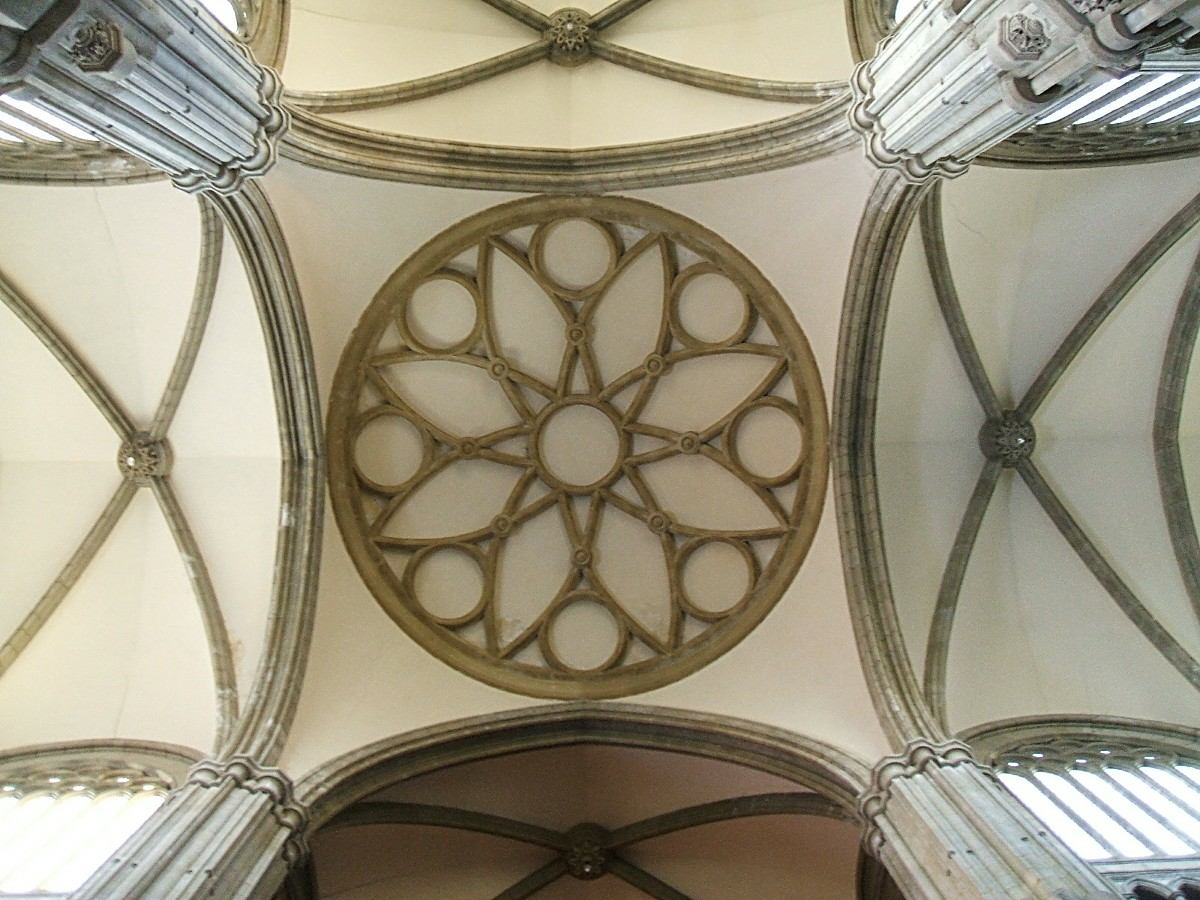
Voûte du croisillon.

## Source
- (es) Cet article est partiellement ou en totalité issu de l’article de Wikipédia en espagnol intitulé « Catedral de María Inmaculada de Vitoria » (voir la liste des auteurs).